# 高齐德
高齐德，又作高斋德，渤海国将领，高氏。
渤海武王大武艺时，高仁义官至宁远将军郎将。武王仁安八年（唐玄宗开元十五年、日本神龜四年、727年）九月，携国书随正使宁远将军高仁义、果毅都尉德周等二十四人奉命出使日本。海中遇风暴，漂流至蝦夷境内，高仁义等十六人被杀害，高齐德等八人逃走，幸免于难。转至出羽国登陆，十二月，进入日本平城京。次年正月，觐见日本圣武天皇，上国书，献信物，获得厚赐。圣武天皇将其八人都授任正六位上。同年四月回国。日本以引田从麻吕为护送使，携国书与其同至渤海报聘。